# Ypthima tahanensis
Ypthima tahanensis är en fjärilsart som beskrevs av Henry Maurice Pendlebury 1933. Ypthima tahanensis ingår i släktet Ypthima och familjen praktfjärilar. Inga underarter finns listade i Catalogue of Life.